# Феррелл, Клелин
Клелин Феррелл (англ. Clelin Ferrell; 17 мая 1997, Ричмонд, Виргиния) — профессиональный американский футболист, выступающий на позиции ди-энда в клубе НФЛ «Лас-Вегас Рэйдерс». На студенческом уровне играл за команду Клемсонского университета. В её составе становился победителем студенческого национального чемпионата в 2016 и 2018 годах. Лучший ди-энд NCAA и Игрок года в защите в конференции ACC по итогам сезона 2018 года. На драфте НФЛ 2019 года был выбран в первом раунде под общим четвёртым номером.

## Биография
Клелин Феррелл родился 17 мая 1997 года в Ричмонде в штате Виргиния. Он окончил частную военную школу Бенедиктин, играл за её футбольную команду на позиции ди-энда. В третьем сезоне сделал 60 захватов, в том числе 26,5 с потерей ярдов, и 11,5 сэков, был включён в сборную звёзд штата. Последний сезон Феррелл полностью пропустил из-за разрыва крестообразных связок колена. На момент выпуска входил в число десяти лучших молодых игроков Виргинии по трём разным рейтингам.

### Любительская карьера
После окончания школы Феррелл поступил в Клемсонский университет. Сезон 2015 года он провёл в статусе освобождённого игрока, тренируясь с командой, но не принимая участия в матчах. В турнире NCAA дебютировал в 2016 году, сразу же став одним из основных игроков защиты команды. В пятнадцати матчах сезона Феррелл сделал шесть сэков, стал лидером «Клемсона» по числу оказанных на квотербека давлений. В победном Фиеста Боуле он был признан самым ценным игроком защиты. В финале плей-офф из-за травмы смог провести на поле только 36 розыгрышей.
В 2017 году Феррелл сыграл четырнадцать матчей, сделав 63 захвата и 9,5 сэков. По его итогам он вошёл в число финалистов Тед Хендрикс Эворд, награды лучшему ди-энду студенческого футбола, был включён в сборную звёзд по версии Associated Press. В сезоне 2018 года он принял участие в пятнадцати играх, сделав 53 захвата и 11,5 сэков, был одним из капитанов команды. Вместе с «Тайгерс» Феррелл второй раз в карьере стал победителем национального чемпионата. По итогам года он стал обладателем Тед Хендрикс Эворд, вошёл в символические сборные турнира по всем разным версиям. Также он стал первым с 1982 года представителем университета, дважды подряд включённого в сборную звёзд Associated Press. В декабре 2018 года Феррелл окончил университет по специальности «коммуникации в спорте».

#### Статистика выступлений в NCAA
| Сезон | Команда         | Игры | Захваты | Захваты | Захваты | Захваты | Захваты | Перехваты | Перехваты | Перехваты | Перехваты | Перехваты | Фамблы | Фамблы | Фамблы | Фамблы |
| Сезон | Команда         | Игры | Solo    | Ast     | Tot     | Loss    | Sk      | Int       | Yds       | Y/R       | TD        | PD        | FR     | Yds    | TD     | FF     |
| ----- | --------------- | ---- | ------- | ------- | ------- | ------- | ------- | --------- | --------- | --------- | --------- | --------- | ------ | ------ | ------ | ------ |
| 2015  | Клемсон Тайгерс | —    | —       | —       | —       | —       | —       | —         | —         | —         | —         | —         | —      | —      | —      | —      |
| 2016  | Клемсон Тайгерс | 15   | 21      | 23      | 44      | 12,5    | 6,0     | 0         | 0         | 0,0       | 0         | 2         | 0      | 0      | 0      | 0      |
| 2017  | Клемсон Тайгерс | 14   | 33      | 33      | 66      | 18,0    | 9,5     | 0         | 0         | 0,0       | 0         | 1         | 0      | 0      | 0      | 2      |
| 2018  | Клемсон Тайгерс | 15   | 29      | 26      | 55      | 20,0    | 11,5    | 0         | 0         | 0,0       | 0         | 2         | 1      | 0      | 1      | 3      |
| Всего | Всего           | 44   | 84      | 82      | 166     | 50,5    | 27,0    | 0         | 0         | 0,0       | 0         | 5         | 1      | 0      | 1      | 5      |

### Профессиональная карьера
Перед драфтом НФЛ 2019 года обозреватель CBS Sports Райан Уилсон писал о Феррелле как о будущей звезде лиги. Он отмечал его способность сыграть на месте ди-энда в схеме 4—3 или внешнего лайнбекера в формации 3—4, выделял хороший первый шаг игрока, мобильность, арсенал технических приёмов. К слабым местам Уилсон относил недостаточную мышечную массу и необходимость действовать более гибко. Аналитик Bleacher Report Мэтт Миллер выделял большой опыт Феррелла, его лидерские качества и умение читать игру. Среди проблем он отмечал слабость его игры против выносного нападения, скованность в движениях и отсутствие хорошего ускорения.
На драфте Феррелл был выбран «Оклендом» в первом раунде под общим четвёртым номером. В июне он подписал с командой четырёхлетний контракт с возможностью продления на год, общая сумма соглашения составила около 31 млн долларов. В дебютном сезоне он сыграл в пятнадцати матчах команды, сделав 34 захвата. С 4,5 сэками Феррелл стал восьмым среди новичков НФЛ. Два матча он пропустил из-за сотрясения мозга. В 2020 году его результативность снизилась. В одиннадцати матчах Феррелл сделал только два сэка, не оправдывая свой высокий выбор на драфте. Его неудачная игра стала одним из факторов общей неэффективности пас-раша «Рэйдерс». По ходу сезона он испытывал проблемы со здоровьем, а перед закрытием периода обменов Феррелла называли в числе возможных кандидатов на переход в другую команду.

#### Статистика выступлений в НФЛ

##### Регулярный чемпионат
| Сезон | Команда           | Игры | Захваты | Захваты | Захваты | Захваты | Захваты | Перехваты | Перехваты | Перехваты | Перехваты | Перехваты | Фамблы | Фамблы | Фамблы | Фамблы |
| Сезон | Команда           | Игры | Solo    | Ast     | Tot     | Loss    | Sk      | Int       | Yds       | Y/R       | TD        | PD        | FR     | Yds    | TD     | FF     |
| ----- | ----------------- | ---- | ------- | ------- | ------- | ------- | ------- | --------- | --------- | --------- | --------- | --------- | ------ | ------ | ------ | ------ |
| 2019  | Окленд Рэйдерс    | 15   | 24      | 14      | 38      | 8       | 4,5     | 0         | 0         | 0,0       | 0         | 5         | 1      | 0      | 0      | 0      |
| 2020  | Лас-Вегас Рэйдерс | 11   | 18      | 9       | 27      | 3       | 2,0     | 0         | 0         | 0,0       | 0         | 3         | 0      | 0      | 0      | 2      |
| 2021  | Лас-Вегас Рэйдерс | 16   | 8       | 6       | 14      | 1       | 1,5     | 0         | 0         | 0,0       | 0         | 1         | 0      | 0      | 0      | 0      |
| Всего | Всего             | 42   | 50      | 29      | 79      | 12      | 8,0     | 0         | 0         | 0,0       | 0         | 9         | 1      | 0      | 0      | 2      |

##### Плей-офф
| Сезон | Команда           | Игры | Захваты | Захваты | Захваты | Захваты | Захваты | Перехваты | Перехваты | Перехваты | Перехваты | Перехваты | Фамблы | Фамблы | Фамблы | Фамблы |
| Сезон | Команда           | Игры | Solo    | Ast     | Tot     | Loss    | Sk      | Int       | Yds       | Y/R       | TD        | PD        | FR     | Yds    | TD     | FF     |
| ----- | ----------------- | ---- | ------- | ------- | ------- | ------- | ------- | --------- | --------- | --------- | --------- | --------- | ------ | ------ | ------ | ------ |
| 2021  | Лас-Вегас Рэйдерс | 1    | 0       | 0       | 0       | 0       | 0,0     | 0         | 0         | 0,0       | 0         | 0         | 0      | 0      | 0      | 0      |
| Всего | Всего             | 1    | 0       | 0       | 0       | 0       | 0,0     | 0         | 0         | 0,0       | 0         | 0         | 0      | 0      | 0      | 0      |